# Milena Dravić
Milena Dravić (tiếng Serb: Милена Дравић), (5 tháng 10 năm 1940 – 14 tháng 10 năm 2018), là diễn viên người Serbia. Sinh ra tại Belgrade, Dravić đã tham gia vào nghệ thuật biểu diễn từ năm lên bốn: đầu tiên là nhảy múa và múa ba lê cổ điển sau này. Năm 1959, khi còn học trung học, đạo diễn František Čap đã nhìn thấy cô ấy trên trang bìa của một tạp chí thanh thiếu niên trong một bức ảnh của các vũ công ballet và quyết định tiếp cận cô ấy trong phim Vrata ostaju otvorena. Sau khi xuất hiện trong một vài bộ phim nữa, cô quyết định theo đuổi diễn xuất toàn thời gian và ghi danh thành công tại Học viện Nghệ thuật Sân khấu của Belgrade.

## Phim đã tham gia
- The First Fires (1961)
- Kozara (1962)
- Destination Death (1964)
- Man is Not a Bird (1965)
- The Camp Followers (1965)
- Looking Into the Eyes of the Sun (1966)
- Rondo (1966)
- The Battle of Neretva (1969)
- Touha zvaná Anada (1969)
- W.R.: Mysteries of the Organism (1971)
- The Role of My Family in the Revolution (1971)
- The Battle of Sutjeska (1973)
- Acting Hamlet in the Village of Mrdusa Donja (1974)
- Special Treatment (1980)
- Three Summer Days (1997)
- Cabaret Balkan (1998)
- Sky Hook (1999)
- Love and Other Crimes (2008)
- St. George Shoots the Dragon (2009)